# Ines Varenkamp
Ines Varenkamp (Varel, 15 de novembro de 1963) é uma ex-ciclista de estrada profissional alemã que representou a Alemanha Ocidental em duas edições dos Jogos Olímpicos (1984 e 1988). Ela ganhou o Campeonato Alemão de Ciclismo de Estrada em 1988.